# Black Rob
Robert Ross (Búfalo, 12 de julio de 1969 - Atlanta, 17 de abril de 2021), más conocido como Black Rob, fue un rapero estadounidense que formó parte del sello discográfico Bad Boy Entertainment.

## Carrera musical
Empezó su carrera grabando álbumes como Cru's Da Dirty 30 y trabajando con artistas de la talla de Lil Kim, Busta Rhymes, L.O.X y Total, antes de sacar su álbum debut, Life Story, en 2000. Su primer sencillo, "Whoa!", se convirtió en un éxito.
A pesar de su éxito como artista, Black Rob acarreó, desde su infancia hasta después de publicar Life Story, numerosos arrestos que  empañaron un tanto su figura.
Después de que Life Story adquiriera el estatus de platino, su segundo trabajo, Black Rob Report, no cumplió las expectativas previstas.

## Fallecimiento
El sábado 17 de abril de 2021, el rapero falleció a causa de graves problemas de salud, según informaba la plataforma informativa TMZ.

## Discografía
- Life Story (2000)
- The Black Rob Report (2005)
- Game Tested, Streets Approved (2011)